# Barbara Ksiaskiewicz
Barbara Cecylia Książkiewicz (född Jalowiec), född 2 augusti 1913 i Dortmund, Tyskland, död 16 mars 2001 i Zabrze, vojvodskap Schlesien, var en polsk friidrottare med löpgrenar som huvudgren. Ksiaskiewicz var en pionjär inom damidrott. Hon blev silvermedaljör vid EM i friidrott 1938 (det första EM där damtävlingar var tillåtna även om herrtävlingen hölls separat).

## Biografi
Barbara Ksiaskiewicz föddes 1913 i Dortmund i västra Tyskland. Efter att hon börjat med friidrott tävlade hon i kortdistanslöpning och stafettlöpning. Hon gick med i idrottsföreningen "Sokół Bydgoszcz" i Bydgoszcz. Senare tävlade hon för "KS Pomorzanin Toruń" i Toruń.
1935 deltog hon i sitt första polska mästerskap. Hon blev bronsmedaljör (utomhus) i löpning 100 meter vid tävlingar 13–14 juli i Kraków. 1937 försvarade hon titeln (inomhus, 50 meter) vid tävlingar 30–31 januari i Przemyśl, då blev hon även silvermedaljör i längdhopp. Vid utomhustävlingarna samma år 10–11 juli i Bydgoszcz blev hon guldmedaljör i löpning 60 meter och 100 meter, silvermedaljör i längdhopp samt bronsmedaljör på stafett 4x100 meter.
1938 blev Ksiaskiewicz polsk silvermästare på 60 meter (inomhus, efter Otylia Kaluzowa och före Jadwiga Gawronska) vid tävlingar 5–6 februari i Poznań. Vid utomhustävlingarna 30–31 juli i Grudziądz tog hon silver på 60 meter och stafett 4x100 meter samt brons på 100 meter.
1938 deltog hon även vid EM 17 september–18 september på Praterstadion i Wien. Under tävlingarna tog hon silvermedalj i stafettlöpning 4x100 meter med 48,3 sek (med Jadwiga Gawronska, Ksiaskiewicz som andre löpare, Otylia Kaluzowa och Stanislawa Walasiewicz). Under EM tävlade hon även på 100 meter med klarade endast en 4.e plats i heat 3.
1939 blev hon åter guldmedaljör på stafett 4x100 meter och 4x200 meter samt bronsmedalj 100 meter vid tävlingar 15–16 juli i Chorzów. Senare drog hon sig tillbaka från tävlingslivet.
Barbara Ksiaskiewicz dog 2001 i Zabrze i södra Polen.